# 第十世哲布尊丹巴呼图克图
第十世哲布尊丹巴呼图克图（2015年—），蒙古国宗教领袖，藏传佛教格鲁派第十世哲布尊丹巴呼图克图。

## 转世
九世哲布尊丹巴呼图克图蒋巴南卓·确吉坚赞于2012年在蒙古乌兰巴托圆寂。2016年11月23日，第十四世達賴喇嘛訪問蒙古國期間，宣稱第十世哲布尊丹巴已經出生在蒙古，對其转世灵童身份的認定程序已經開始。中国政府对此强烈不满，单方面取消了与蒙古的外交会议并宣布关闭中蒙边境。蒙古政府迫于压力而宣布将不再邀请达赖喇嘛访问。同年12月29日蒙古國獨立105週年紀念日，一張第十世哲布尊丹巴靈童的照片被公開。
2023年3月8日，十世哲布尊丹巴呼图克图在印度达兰萨拉拜见了第十四世达赖喇嘛。据蒙古媒体报道，十世哲布尊丹巴呼图克图出生于美国，是双胞胎阿圭代（Агуйдай）和阿其勒泰（Ачилтай）其中一人。他们的父亲阿勒坦纳尔（Ч.Алтаннар）是蒙古国立大学教授，母亲门赫娜桑（Н.Мөнхнасан）是蒙普利迈集团（Monpolymet）首席执行官。而他们的外祖母泽登·加拉姆嘉则是原蒙古国家大呼拉尔委员（国会议员）、蒙普利迈集团创始人。